# Горбацевич, Антон Маркович
Антон Маркович Горбацевич (бел. Антон Маркавіч Гарбацэвіч; 13 февраля 1912, д. Залесье, Осиповичский район, Белоруссия — 1981) — Герой Социалистического Труда (1966).

## Биография
Родился в деревенской семье. В семь лет потерял своего отца. Начальное образование получил у деревенского учителя. Был батраком зажиточного крестьянина и сельским пастухом.
С 1927 года работал на Елизовском стеклозаводе, с 1930 — на торфопредприятии «Татарка» (тогда предприятие называлось «Свобода»).
В 1934 был призван в Красную Армию. Окончил полковую школу, приобрёл специальность связиста, получил звание старшины. В 1936 году был уволен в запас. В сентябре 1939 года был призван повторно и принимал участие в освобождении Западной Беларуси, в Советско-финляндской и Великой Отечественной войнах. Воевал на Северо-Западном фронте. В 1943 году был награждён медалью «За отвагу», также получил Орден Красной Звезды.
После войны продолжил работать на торфопредприятии «Татарка» Осиповичского района. В 1960-1972 годах был слесарем механического цеха. Бригада во главе с ним работала успешно и изобретательно, внося эффективные изменения в конструкцию машин по добыче торфа.
За значительные успехи в выполнении семилетнего плана по развитию торфяной промышленности 29 июня 1966 г. Указом Президиума Верховного Совета СССР ему присвоено звание Героя Социалистического Труда.
Горбацевич умер в 1981 году.